# Duttaphrynus microtympanum
Duttaphrynus microtympanum är en groddjursart som först beskrevs av George Albert Boulenger 1882.  Duttaphrynus microtympanum ingår i släktet Duttaphrynus och familjen paddor. IUCN kategoriserar arten globalt som sårbar. Inga underarter finns listade i Catalogue of Life.